# Поможанін (Торунь)
«Помож́анін» Т́орунь (пол. Pomorzanin Toruń) — професіональний польський футбольний клуб з міста Торунь.

## Історія
Колишні назви:
- 1935: КС [Клуб Спортовий] «Поможанін» Торунь (пол. KS [Клуб Sportowy] Pomorzanin Toruń)
- 1950: КС «Колеяж» Торунь (пол. KS Kolejarz Toruń)
- 1954: КС «Поможанін» Торунь (пол. KS Pomorzanin Toruń)

У 1935 році у Торуні був організований клуб, який отримав назву «Клуб Спортовий „Поможанін“».
З 1946 року «Поможанін» Торунь бере участь у польському чемпіонаті. Чемпіонат Польщі грали тоді кубковою системою. Клуб спочатку виграв путівку з району Бидгощської Окружної Федерації Футболу, а потім програв в 1/8 фіналу чемпіонату Польщі. У чемпіонаті Польщі 1947 команда в попередньому раунді змагалася у Групі II, де зайняла 6 місце, але тільки клуби з перших 4 місць кваліфікувалися до новоствореної І ліги. У сезоні 1947/48 команда спочатку вийшла до відбіркового турніру, в якому посіла друге місце в групі II і отримала право грати в 1949 році в новоутвореній другій лізі (D2). 
У 1948 рішенням польської влади багато клубів розформовано і організовано галузеві клуби на зразок радянських команд. «Поможанін» був приписаний до залізничної промисловості і в 1950 перейменований на «Колеяж Торунь». У 1952 році зайняв 6-е місце у групі «А» другої ліги, але в наступному 1953 році друга ліга була реорганізована - до неї кваліфікувались три перші команди з групи «А», дві з «Б», три з «Ц» і чотири команди з «Д», тому клуб з Торуня опустився до третьої ліги (D3). 
У 1954 році повернено історичну назву «Поможанін Торунь». У 1956 році клуб виграв змагання у своїй групі, але потім у турнірі за вихід до другої ліги зайняв друге місце у групі I. Однак у наступному сезоні 1957 року другу лігу вирішено розширити з 14 команд до 24, тому «Поможанін Торунь» також отримав місце у ній. У 1957 році клуб зайняв 4-те місце у північній групі другої ліги, а у наступному передостатнє 10-те. У 1959 році клуб зайняв остатнє 12-те місце у північній групі другої ліги і спав до третьої ліги, а потім до регіонального турніру.

## Титули та досягнення
- II ліга (D2):[1]
  - 3 місце (1): 1951 (група «А»)
- Кубок Польщі:[2]
  - 1/8 фіналу (1): 1955/1956
- Чемпіонат Польщі з Футболу серед юніорів U-19:
  - чемпіон (1): 1953

## Відомі гравці
- Броніслав Валігура
- Маріан Норковскі
- Анджей Чижнєвскі